# Utrhání na cti
Utrhání na cti, v obecném povědomí známé také jako nactiutrhání, bývalo nepravdivé obvinění jiného z trestné činnosti nebo jiná lživá pomluva, které bylo trestné a které bylo později nahrazeno právě trestným činem pomluvy. V katolické morální teologii jde stále o hřích.

## V právu
Nactiutrhání bylo odlišné od přečinu či pouhého přestupku urážky na cti, původně šlo totiž o zvláštní druh zločinu, který spáchal ten, kdo jiného udal nebo obvinil pro trestné jednání, které se ale nestalo. Takový nactiutrhač byl pak potrestán těžkým žalářem od jednoho roku do pěti let, případně až do deseti let, pokud použil zvláštní lsti, nepravdivě obviněného vydal v nějaké větší nebezpečí, byl členem jeho domácnosti či pokud byl úředníkem. Po roce 1933 se z něj stal zločin křivého obvinění a utrhání na cti bylo dále přestupkem, kterého se dopustil ten, kdo o jiném vědomě nepravdivě sdělil skutečnost, která jej mohla „vydati v opovržení nebo snížiti v obecném mínění“. Za něj pak hrozil trest vězení od jednoho do šesti měsíců, v případě utrhání na cti, které bylo spácháno tiskem, tuhé vězení od tří měsíců do jednoho roku. Mírně zpřísněná dolní hranice trestní sazby platila pro zvláštní případy, kdy nactiutrhač pomlouval jiného s cílem, aby „rozvrátil rodinný život jeho nebo člena jeho rodiny neb aby zničil hmotnou existenci takové osoby“.
Podobné jednání, spočívající v nepravdivém pomlouvání druhého, které je způsobilé ohrozit jeho vážnost u druhých, je od roku 1950 až do dnešní doby řešeno jako trestný čin pomluvy (takové ublížení na cti, které by mělo menší intenzitu nebo by nebylo vědomě nepravdivé, by bylo pouze přestupkem proti občanskému soužití). Pojem nactiutrhání však přežil a může být někdy používán v rámci soukromoprávní ochrany osobnosti.

## V morální teologii
Nactiutrhání v katolické morální teologii, resp. tradiční etice je hřích, spočívající v neoprávněném šíření takových informací o druhém, které poškozují jeho dobrou pověst, nicméně jsou pravdivé (tím se hřích nactiutrhání liší od hříchu pomluvy). Na rozdíl od obvyklých úprav v pozitivním právu tedy tradiční křesťanská etika zakazuje i šíření pravdivých poškozujících informací, není-li pro to nějaký zvláštní spravedlivý důvod. Východiskem je předpoklad, že ceteris paribus má každý právo na dobrou pověst, a naopak neexistuje žádné univerzální právo dozvědět se o skrytých hříších druhého (pokud nám do toho „nic není“). V mnoha případech je však šíření pověst poškozujících informací ospravedlněno speciálními okolnostmi – např. je-li dotyčný veřejně činnou osobou, může být povědomí o jeho pravém charakteru požadavkem „veřejného blaha“.